# Condado de Lee (Texas)
El condado de Lee es uno de los 254 condados del estado norteamericano de Texas. La sede del condado es Giddings. El condado tiene un área de 1,642 km²(de los cuales 16 km² están cubiertos por agua) y una población de 15657 habitantes, para una densidad de población de 10 hab/km² (según censo nacional de 2000). Este condado fue fundado en 1874.

## Demografía
Para el censo de 2000, había 15.657 personas, 5.663 cabezas de familia, y 4.150 familias residiendo en el condado. La densidad de población era de 25 habitantes por milla cuadrada.
La composición racial del condado era:
- 76.59% blancos
- 12.08% negros o negros americanos
- 0.46% nativos americanos
- 0.24% asiáticos
- 0.03% isleños
- 8.87% otras razas
- 1.72% de dos o más razas.

Había 5.663 cabezas de familia, de las cuales el 35.70% tenían menores de 18 años viviendo con ellas, el 60.00% eran parejas casadas viviendo juntas, el 8.80% eran mujeres cabeza de familia monoparental (sin cónyuge), y 26.70% no eran familias.
El tamaño promedio de una familia era de 3 miembros.
En el condado el 28.80% de la población tenía menos de 18 años, el 9.20% tenía de 18 a 24 años, el 26.30% tenía de 25 a 44, el 21.40% de 45 a 64, y el 14.40% eran mayores de 65 años. La edad promedio era de 36 años. Por cada 100 mujeres había 101.60 hombres. Por cada 100 mujeres mayores de 18 años había 98.00 hombres.

### Evolución demográfica
A continuación se presenta una tabla que muestra la evolución de la población entre 1900 y 1990
| Año        | 1900  | 1910  | 1920  | 1930  | 1940  | 1950  | 1960 | 1970 | 1980  | 1990  |
| ---------- | ----- | ----- | ----- | ----- | ----- | ----- | ---- | ---- | ----- | ----- |
| Habitantes | 14595 | 13132 | 14014 | 13390 | 12751 | 10144 | 8949 | 8048 | 10952 | 12854 |

## Economía
Los ingresos medios de una cabeza de familia del condado eran de USD$36.280 y el ingreso medio familiar era de $42.073. Los hombres tenían unos ingresos medios de $30.635 frente a $21.611 de las mujeres. El ingreso per cápita del condado era de $17.163. El 9.70% de las familias y el 11.90% de la población estaban debajo de la línea de pobreza. Del total de gente en esta situación, 13.70% tenían menos de 18 y el 16.10% tenían 65 años o más.

## Gobierno

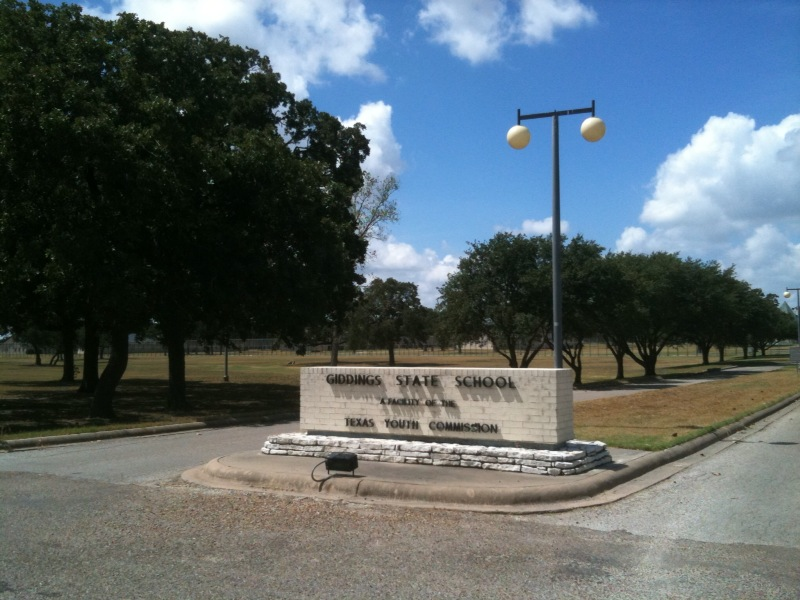
La Escuela Estatal de Giddings, un reformatorio del Departamento de Justicia Juvenil de Texas, en un área no incorporada en el Condado de Lee

El Departamento de Justicia Juvenil de Texas (anteriormente la Comisión Juvenil de Texas) gestiona la Escuela Estatal de Giddings en un área no incorporada en el Condado de Lee, cerca de Giddings.